# Silverstift

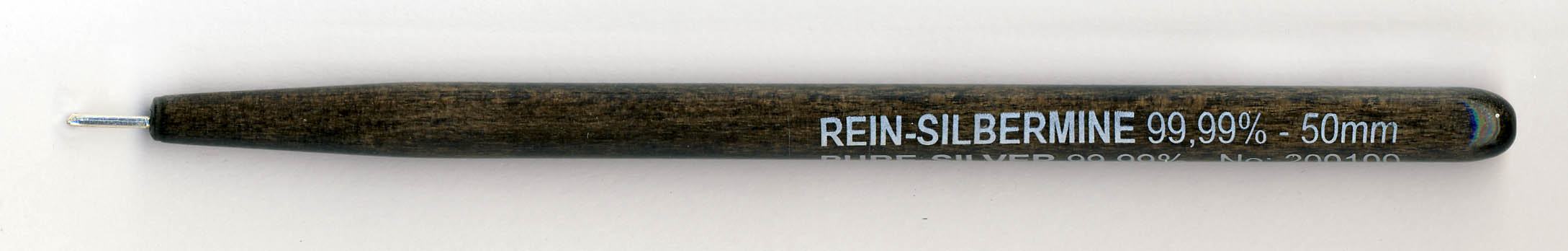
En samtida silverstiftpenna.

Silverstift är ett litet spetsigt stift av silver för teckning på ett speciellt preparerat och skrovligt papper, pergament eller grunderad pannå. Teckniken är känd från antiken men var speciellt populär under 1300- till 1600-talet. Under 1600-talet ersattes silverstiftet successivt med blyertspennan men än idag finns det konstnärer som använder teckningstekniken.

Exempel på silverstiftteckningar
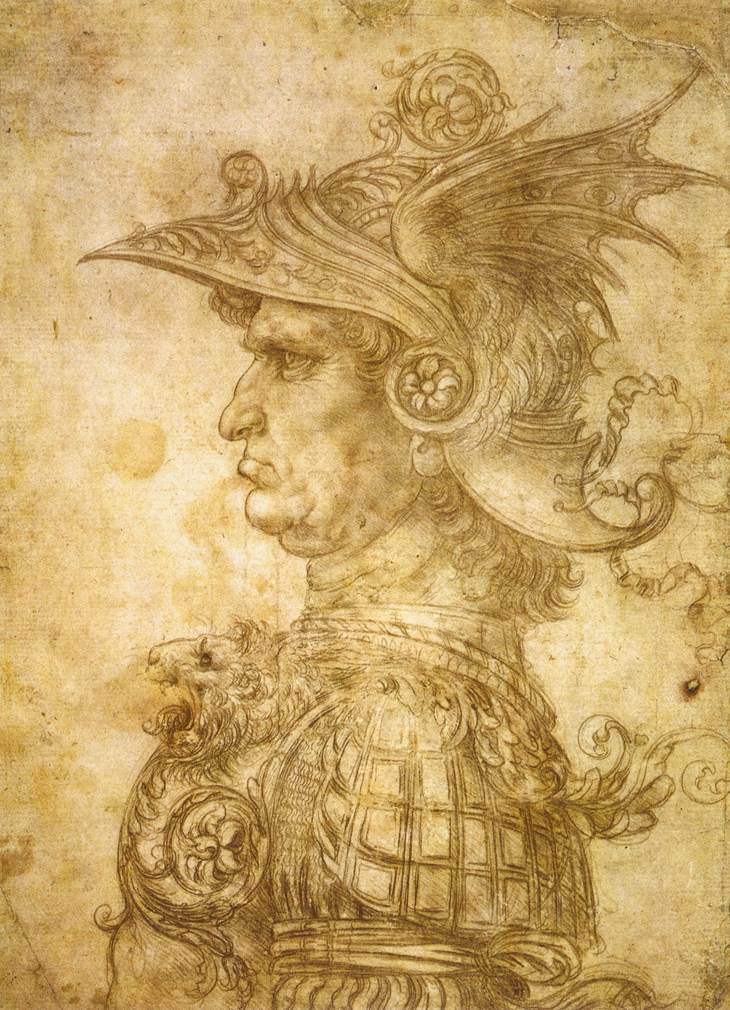
Profil av en krigare, cirka 1475, Silverstiftteckning av Leonardo da Vinci.
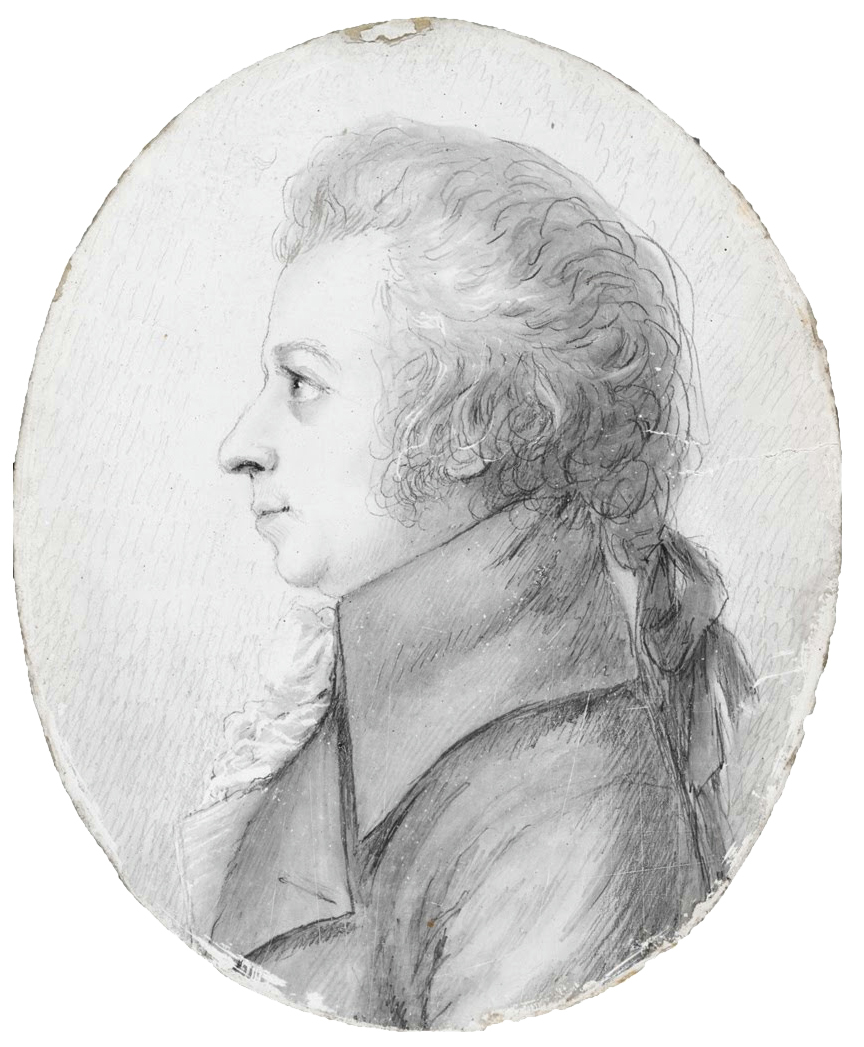
Silverstiftteckning föreställande Mozart från 1789 av Doris Stock.
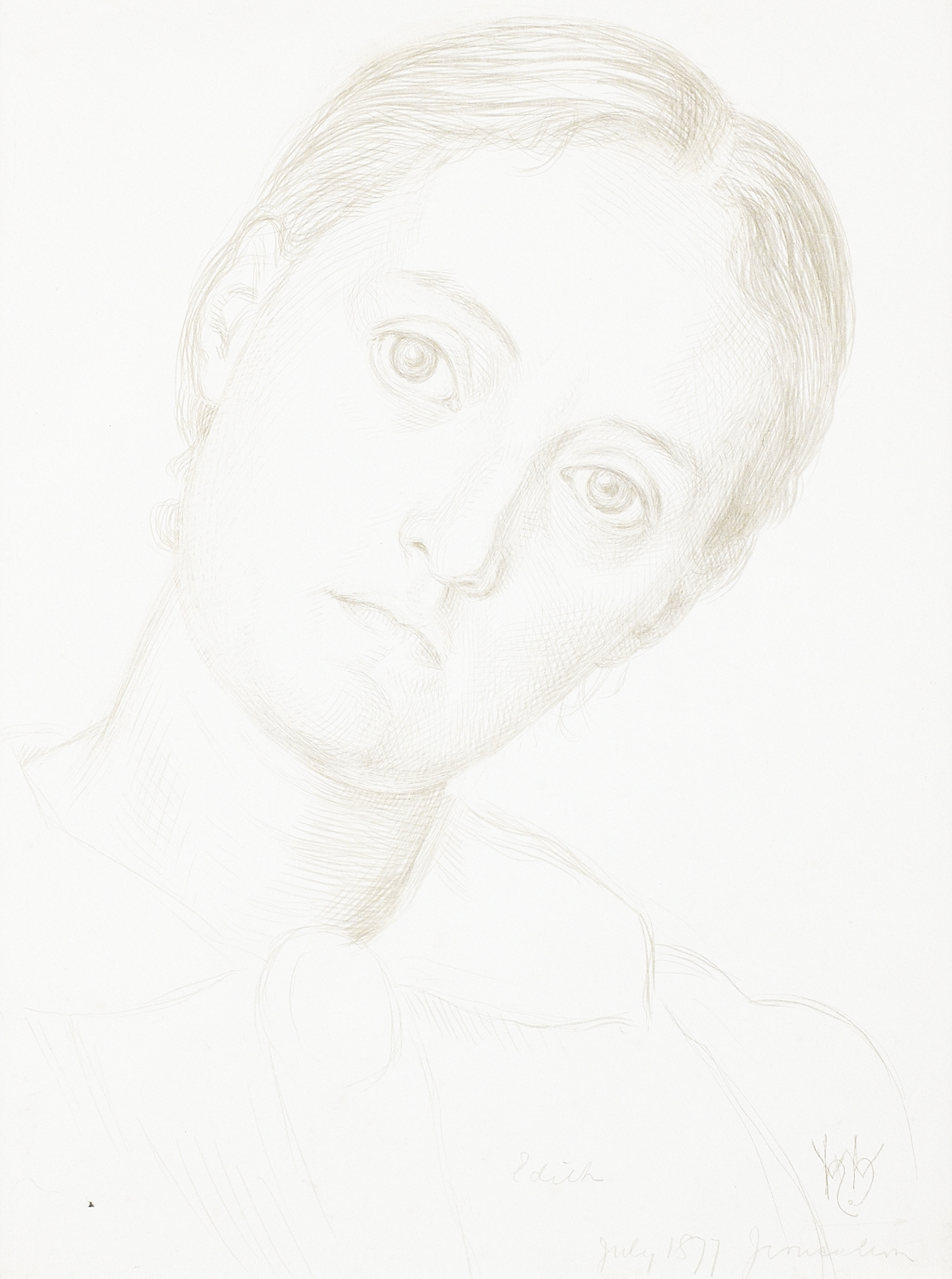
Artist's Wife, Edith Holman Hunt från 1877 av William Holman Hunt - en av grundarna av prerafaeliterna.